# 반야월층
반야월층(Ksbw; Kyeongsang supergroup Hayang group Banyawol formation, 半夜月層)은 대한민국 경상 분지에 분포하는 중생대 백악기 경상 누층군 하양층군의 지층으로, 대구광역시의 반야월 지역을 중심으로 대구광역시와 영천시 일대에 분포한다. 함안층 위에 놓인 반야월층은 층서상 대구층 상부에 해당하며 지층의 이름은 대구광역시 동구의 반야월 지역에서 유래되었다. U-Pb 저어콘 연대측정 결과와 구산동 응회암과의 관계로 반야월층의 최대 퇴적 시기를 9600만 년 전으로 제한할 수 있다. 구산동 응회암은 사곡층의 상부이자 춘산층 및 반야월층과 대비되는 진동층의 하부에 놓이며, 약 9700만 년 전에 형성된 것으로 알려져 있다. 대구광역시에 분포하는 반야월층에서는 공룡 발자국의 화석이 산출된다.

## 지역별 지질과 화석

### 영천시
신녕 지질도폭(1981)에 의하면 함안층과 정합적인 관계를 가지며 주로 녹회색 내지 암회색 셰일과 실트스톤으로 구성되며 얇은층의 담수성 석회질암을 협재한다. 하위의 함안층과의 경계에서는 적색층과 호층대를 이루고 있어 본 지층의 하부에는 적색 셰일 및 실트스톤이 협재된다. 도폭 내에서 영천시 화북면 횡계리, 공덕리, 오산리, 화남면 죽곡리, 사천리, 대천리, 선천리, 화산면 중·남부, 임고면 대부분 지역에 분포한다. 이중 화북면 횡계리와 정각리, 청통면 서부 산악 지역에서 화강암의 관입에 의한 열변성 작용에 의해 혼펠스화 되었으며 그 접촉대의 너비는 약 5 km 에 달하는 곳도 있다. 변성도가 높은 화북면 북동부의 본 지층은 암회색 내지 암흑색의 치밀한 바탕 속에 변정(他变晶)의 장석이 생겨 안산암과 유사한 외관을 갖기도 한다. 이들 혼펠스암은 풍화, 침식에 대한 저항력이 강해 매우 험준한 고산 지대를 형성한다. 본 층의 하한은 알 수 없으며 노고산 환상 단층 안쪽에서는 하부가 단층에 의해 절단되고 상한만이 나타나므로 본 층의 정확한 두께는 알 수 없으나 1,500 m 이상에 달할 것으로 생각된다.
장기홍(1989)은 영천시에 분포하는 반야월층에서 윤조화석 Eucaclistochara mulndula, Mesochara voluta, Mesochara sp., Obtusochara cylindica, Obtusochara sp.을 발견했다. 화석의 발견 지점은 영천시 대창면 사리리 사리못 제방 동단부근, 경산시 진량면 현내리 현안마을 동쪽 500 m 지점 못 아래, 진량면 대원동마을 남쪽 200 m 지점, 진량면소재지 토산지 제방남편, 하양읍 하양천주교회 입구 도로변, 화산면 화덕초등학교 남쪽 300 m 도로변, 고경면 파계리 안못 서쪽 500 m 지점 도로변, 파계리 마을 끝에서 서쪽 300 m 지점 도로변, 안강읍 강교리 남방 평지말 도로서편 가옥 옆이다.
영천시 화북면 횡계리 별빛로 도로변 반야월층 노두
- 횡계교 부근
북위 36° 07′ 00.7″ 동경 128° 56′ 16.4″ / 북위 36.116861°  동경 128.937889°
- 황계리마을 부근
북위 36° 06′ 50.2″ 동경 128° 57′ 01.8″ / 북위 36.113944°  동경 128.950500°

### 대구광역시

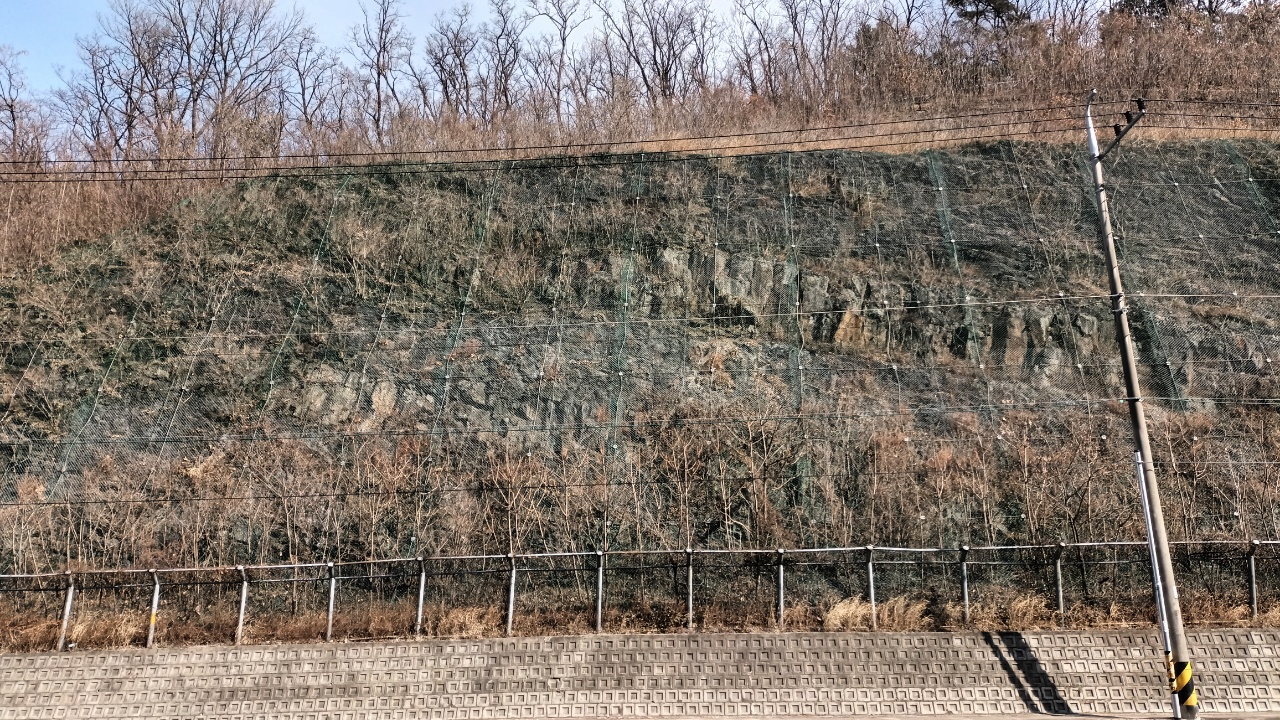
청호로 절개사면에 드러난 반야월층 노두. 황금동과 범물동을 잇는 청호로 고갯길에 약 200 m 에 걸쳐 노출된 지층의 일부로 남남동쪽으로 약간 기울어 있다. 수성구 황금동 산 93-3

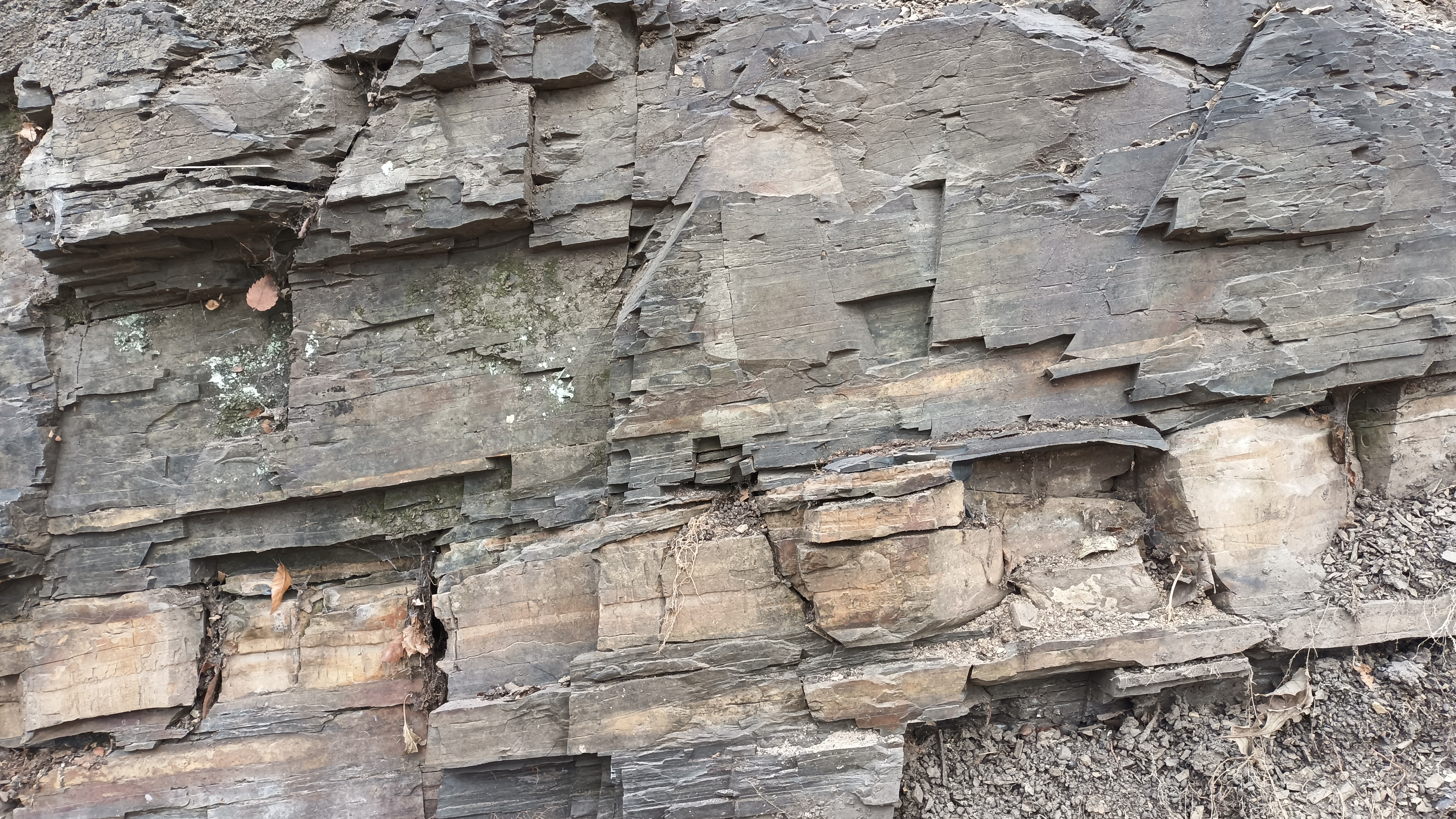
수성못 부근, 두산오거리 남쪽에 드러난 반야월층 노두. 수성구 두산동 614-1

대구광역시 시가지 지역의 반야월층은 주로 암회색 내지 흑색의 셰일과 사암, 이암이 우세하게 나타나며 녹회색 셰일 및 사암이 협재되어 나온다. 지층의 두께는 1,100 m 정도고 평균 주향은 북동 80°, 경사는 남동 17°이다. 경산 지질도폭(1971)에 의하면 도폭 서북부 대구광역시 달성군 화원읍 명곡리와 본리리에서 앞산 북쪽 앞산순환로 주변, 수성구 파동 북부와 두산동, 지산동에 이르기까지 분포한다. 주로 담녹색(淡綠色; 엷은 녹색) 셰일과 이암으로 구성되어 있으며 지층 전반에 걸쳐 암상이 균질하다. 앞산 북측 산사면에서는 화강반암과 안산암질 각력암에 의해 관입당해 있다. 본 층의 상부에서는 담녹색에서 점차로 암회색을 띄어 암흑색 셰일로 구성되는 자인층으로 점이한다. 반야월층의 주향과 경사는 북동 75°및 남동 20°이다.
대구광역시 달서구 송현동 및 남구 대명동 일대에서 1994년 대구 도시철도 1호선 공사로 지표 아래 18 m 가 굴착되어 반야월층을 비롯한 암반이 드러났다. 이 지역에서의 주요 구성 암석은 담회색 내지 녹회색 안산암질 화산암류, 담회색 석회질 셰일, 담회색 중립질 사암 및 녹흑색 혼펠스이고 간혹 규장암맥이 수 m 폭으로 관입하고 있다. 안산암질 화산암류는 대부분 세립질 응회암으로서 괴상(塊狀)으로 산출되나 부분적으로 불규칙한 전단 절리들이 발달되어 있다. 응회암과 더불어 국부적으로 집괴암(集塊巖)이 나타나는데 이들은 파쇄된 상태로 산출된다. 평균 화산력의 크기는 보통 장경 20~30 cm 정도이고 큰 것은 최대 장경 100 cm이다. 화산력의 종류는 현무암, 안산암 등 염기성 화산암류가 대부분이고 간혹 규장암 과 산성 반심성암류도 나타난다. 석회질 셰일은 부분적으로 괴상(塊狀)으로 나타나는 곳도 있으나 층리 간의 최대 간격이 10 cm 이내로서 세(細)층리의 발달이 양호하다. 지층의 대체적인 층리의 주향과 경사는 북동 50°에 남동 20°이나 국부적으로 경사 방향이 북서로 변화하는 곳이 많은데 이는 근처의 유천층군 화산암류(앞산 화산암류)에 의해 교란된 것으로 보인다. 담회색 중립질 사암은 대부분 괴상으로 산출되나 셰일과 교호하는 곳에서는 층리의 발달이 양호하다. 이들 사암은 대체로 3 m 이하 두께로 석회질 셰일 내에 협재되고, 사암이나 안삼암질 화산암류와 접하는 곳에서 규장암맥이 부분적으로 관입하고 있는 것이 특징이다.
반야월층에는 지하수를 함유한 대수층(帶水層)이 발달한다. 반야월층의 대수층은 석회질 성분이 많은 불연속적인 렌즈 모양으로 분포한 이회암층이다. 이회암층의 두께는 10~30 cm 로서 보통 거의 같은 두께의 이암 또는 셰일의 얇은 층과 교호하여 호층대를 이루며 이 호층대가 대수층이다. 이 대수층은 렌즈 모양이며 집단적으로 분포하고 대수층의 암석층은 지하수에 의해 용해되어 공극을 형성하여 지하 수로를 형성한다.
1995년 신천고수부지 시추코어에 의하면 지표 6.7~300 m 까지 모두 셰일이고 거의 모든 깊이에서 방해석 세맥이 관찰되며 특히 85~143 m 간에는 황철석이 방해석 중에 산점되어 있으며 104~105 m, 124~125 m, 177.5~185 m 사이에는 방해석의 융해로 형성된 공동(空洞)이 관찰된다.
대구광역시 수성구 만촌동 담티고개 마루 부근 대륜고등학교 근처 야산의 반야월층 흑색 셰일 중에서 Estherids 화석이 발견되었다.

#### 신천 공룡발자국 화석산지
대구광역시 도심부를 흐르는 하천 신천의 하상(河床)에서 1994년 9월 지역 주민에 의해 공룡 발자국의 화석이 발견되었다. 그 중에서 공룡 발자국이 산출되는 지점은 동신교를 기준으로 수성교 방향으로 약 300 m 지점에 드러난 북동 60°방향의 반야월층으로, 공룡 발자국은 이암이 분포하는 약 10 m 두께의 반야월층 내에 1개의 층준에서 산출된다. 신천 하상의 기반암은 반야월층으로 주로 암회색 셰일, 회색 이암 그리고 적색 이암으로 이루어져 있으며 주향과 경사는 북동 60°에 남동 10°이다. 이곳의 발자국 화석은 오랫동안 하천의 침식 작용과 하각(下刻) 작용으로 인해 발자국의 발가락 부분은 보존 상태가 대체적으로 불량하다. 공룡 발자국은 하부로부터 약 250 m 층준에서 산출된다. 공룡 발자국과 건열의 퇴적구조가 나타나는 것으로 보아 이 지역은 수심이 얕은 호성(湖成)의 퇴적 환경으로 추정된다. 이 화석 산지는 평상시에는 물에 잠겨 볼 수 없다.

#### 고산골공룡공원
고산골공룡공원은 대구광역시 남구 봉덕동 용두2길 43에 위치하며, 이곳에는 암회색의 반야월층 암석 중에 공룡 발자국의 화석과 연흔(Ripple mark)과 건열(mud crack) 구조가 드러나 있다.
봉덕동 고산골공룡공원의 반야월층
- 반야월층에 드러난 고산골 화석지 공룡발자국화석 및 연흔 구조
북위 35° 49′ 46.2″ 동경 128° 36′ 13.2″ / 북위 35.829500°  동경 128.603667°
- 반야월층에 드러난 고산골 화석지 건열 구조
북위 35° 49′ 39.9″ 동경 128° 36′ 12.0″ / 북위 35.827750°  동경 128.603333°

#### 범물터널 동부 회차로 사면의 반야월층 노두
대구광역시 수성구 범물동 범안로 2, 범물터널 동북동쪽 400 m 지점에 위치한 회치로의 남측 절개사면에는 아래와 같이 반야월층의 흑색 셰일이 90 m에 걸쳐 드러나 있으며 이곳에서는 교과서적인 층리와 정단층이 관찰된다.
범물터널 동부 범안로 도로변의 반야월층과 정단층
- 범물터널 동부 범안로 절개사면의 노두
대구광역시 수성구 지산동 1574
- 범물터널 동부 회차로 사면에 노출된 노두
대구광역시 수성구 지산동 1574 (이하 동일)
- 북위 35° 49′ 00.1″ 동경 128° 38′ 12.8″ / 북위 35.816694°  동경 128.636889°
- 흰색층과 암회색층이 교호(交互)하고 있다. 반야월층의 상부에서는 담녹색에서 점차로 암회색을 띄어 암흑색 셰일로 구성되는 자인층으로 점이(漸移)되는 점을 고려하면 사진의 지층은 반야월층의 상부로 추정된다.
- 층리가 명확하게 드러난 교과서적인 지층이다.
- 흰색 층리 부분이 연속되지 않고 상당수 끊어진 것으로 보아 단층으로 보인다.
대구광역시 수성구 지산동
- 왼쪽 사진의 아래쪽 끝을 확대한 사진이다. 가운데 흰색 부분이 끊어진 양상으로 보아 정단층으로 보인다.
북위 35° 49′ 00.9″ 동경 128° 38′ 14.7″ / 북위 35.816917°  동경 128.637417°

#### 고산동 욱수천 공룡발자국화석산지
대구광역시 수성구 고산동 욱수천의 하상에 아래 사진과 같이 공룡 발자국 화석이 드러나 있다. 이 화석은 2001년 대구성명여자중학교 교사에 의해 발견되었다. 암회색 셰일층이 넓게 드러난 하천 가운데에 약 1 m 두께의 안산암질 암맥이 관입하고 있으며 용각류의 공룡 발자국 화석이 상부의 2개 층준에서 산출된다.
고산동 욱수천 공룡발자국 노두
- 욱수천 공룡발자국화석산지의 반야월층
- 안내 표지판
- 화석산지 전면 암회색 반야월층 노두
- 화석산지 전면 반야월층을 관입한 암맥

### 포항시와 유천 비스무트광상
유천 비스무트광상은 경상북도 포항시 북구 청하면 유계리의 경상 누층군 반야월층 내에 발달한 북동 방향의 열극을 충진한 비스무트 열수 광상이다. 광산 일대에는 경상 누층군 동화치층, 가송동층, 청량산층, 오십동층, 도계동층, 기사동층, 신양동층, 반야월층, 유천화산암층군, 석영반암 등이 분포하며 이 지역의 반야월층은 주로 역질사암 내지 사암, 셰일로 구성되고 석영반암의 관입을 받아 혼펠스화되었으며 지층의 주향은 북동/북서 3~10°, 경사는 남서/남동 10~30°이다. 광산 부근에는 단층과[ 절리가 발달하는데 이는 양산 단층과 밀접하게 연관되어 있다. 유천광상은 반야월층에 발달된 북동 30°방향의 구조대를 따라 형성된 견운모광체와 함창연광맥광체로 구성된다. 광산의 광물은 황철석, 자류철석, 적철석, 철망간중석, 자비철석, 섬아연석, 황동석, 방연석, 휘창연석, 자연금, 비스무트 산화광물, 휘동석 등이 산출되며 맥석광물로 석영, 형석, 금홍석 등이 있다.
| 도폭     | 구성 암석                                                              | 산출 화석                                               | 두께 (m) |
| -------- | ---------------------------------------------------------------------- | ------------------------------------------------------- | -------- |
| 신령도폭 | 녹회색 내지 암회색, 적색(하부) 셰일과 실트스톤, 박층의 담수성 석회질암 | -                                                       | 1500~    |
| 대구도폭 | 흑색 셰일                                                              | 신천 공룡 발자국 화석 Estherids (담티고개)              |          |
| 경산도폭 | 담녹색, 암회색 셰일과 이암                                             | 고산골공룡공원 공룡 발자국 화석 욱수천 공룡 발자국 화석 |          |

## 같이 보기
- 한국의 지질
- 대구광역시의 지질
- 경상 누층군
- 대구층
- 함안층
- 진동층
- 자인층